# سنت چارلز (مینه‌سوتا)
سنت چارلز، مینه‌سوتا (به انگلیسی: St. Charles, Minnesota) یک شهر در ایالات متحده آمریکا است که در شهرستان وینونا، مینه‌سوتا واقع شده‌است.

## خصوصیات
سنت چارلز ۱۰٫۰۰ کیلومترمربع مساحت و ۳٬۷۳۵ نفر جمعیت دارد و ۳۴۴ متر بالاتر از سطح دریا واقع شده‌است.

## نگارخانه

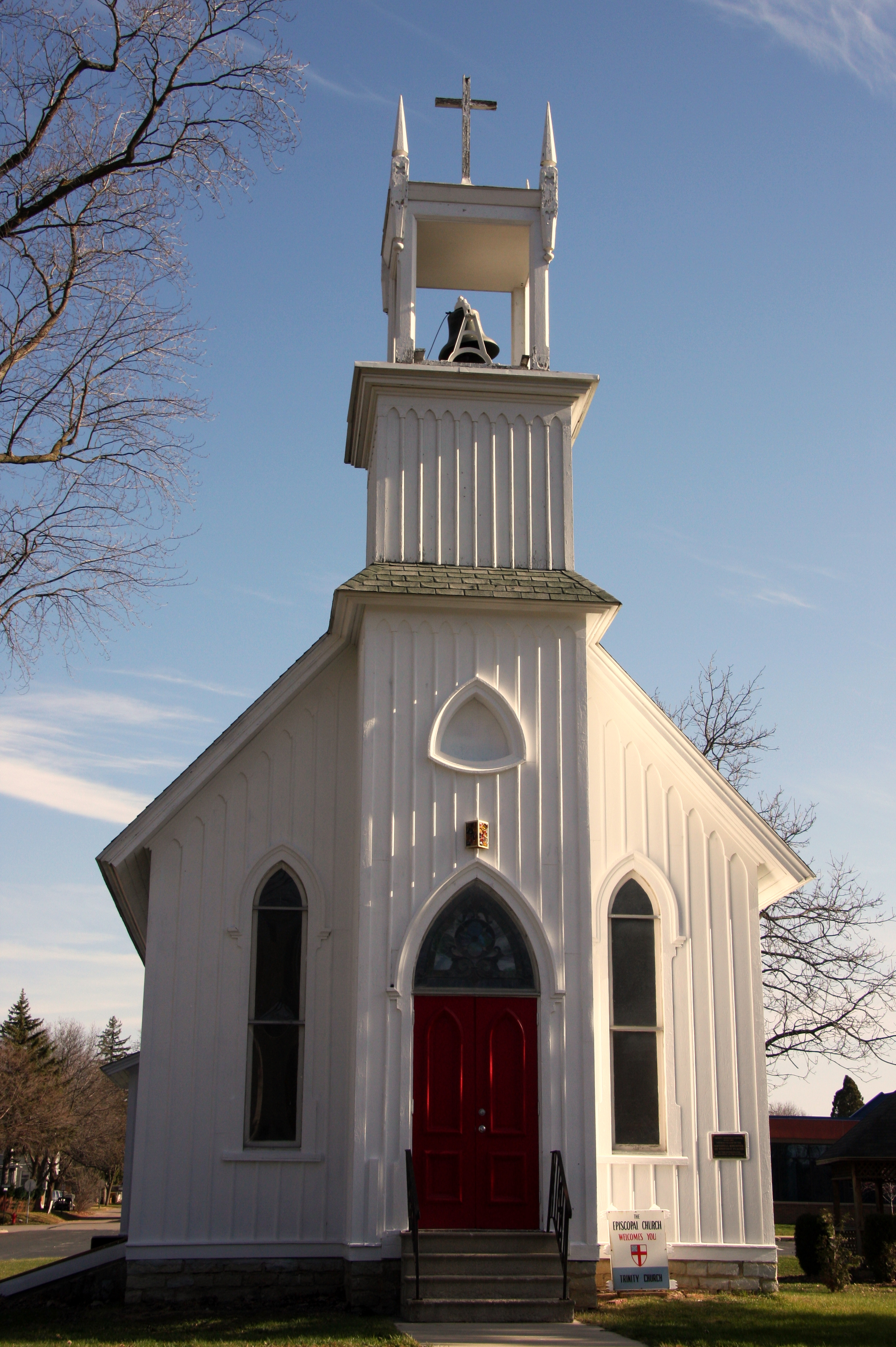
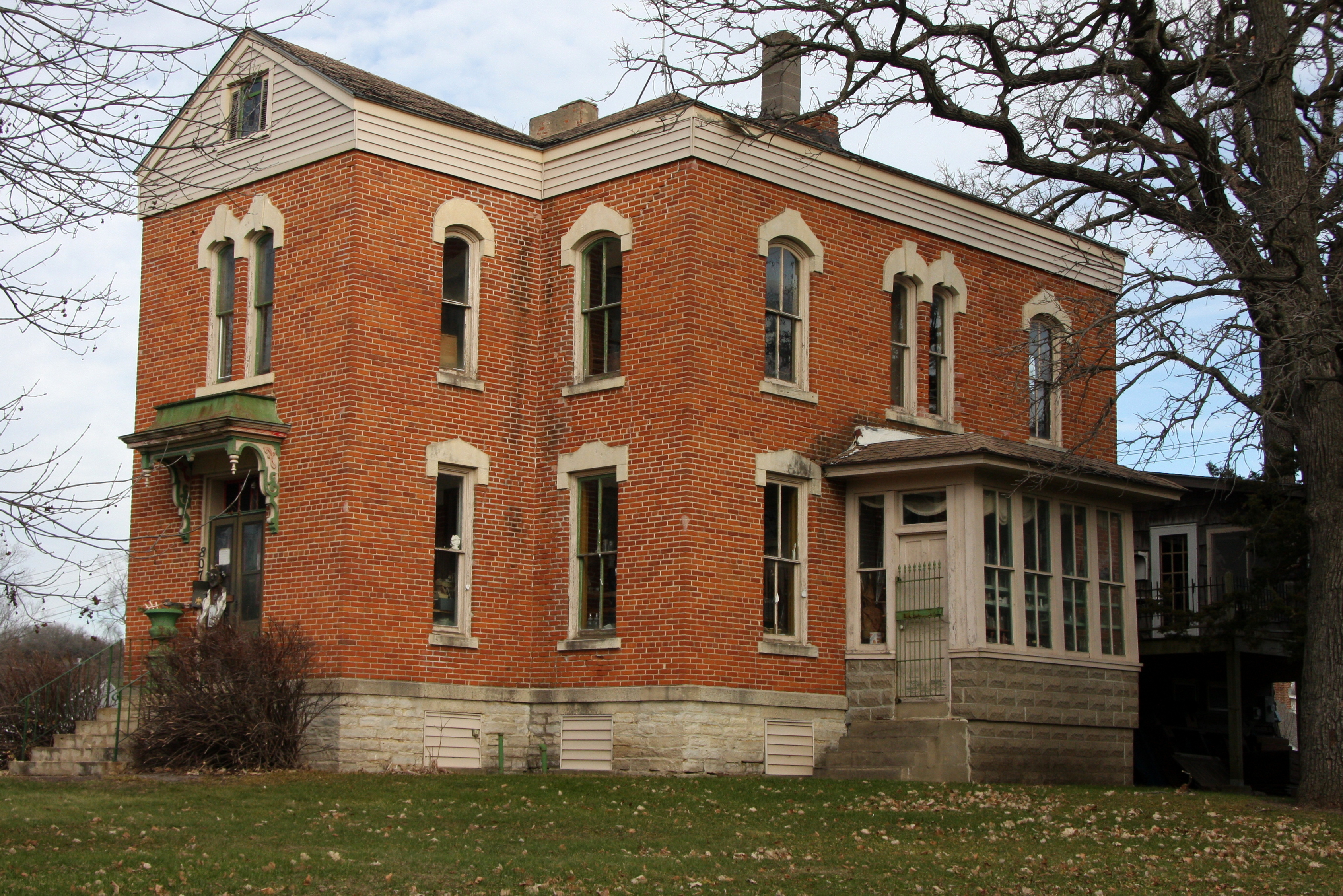
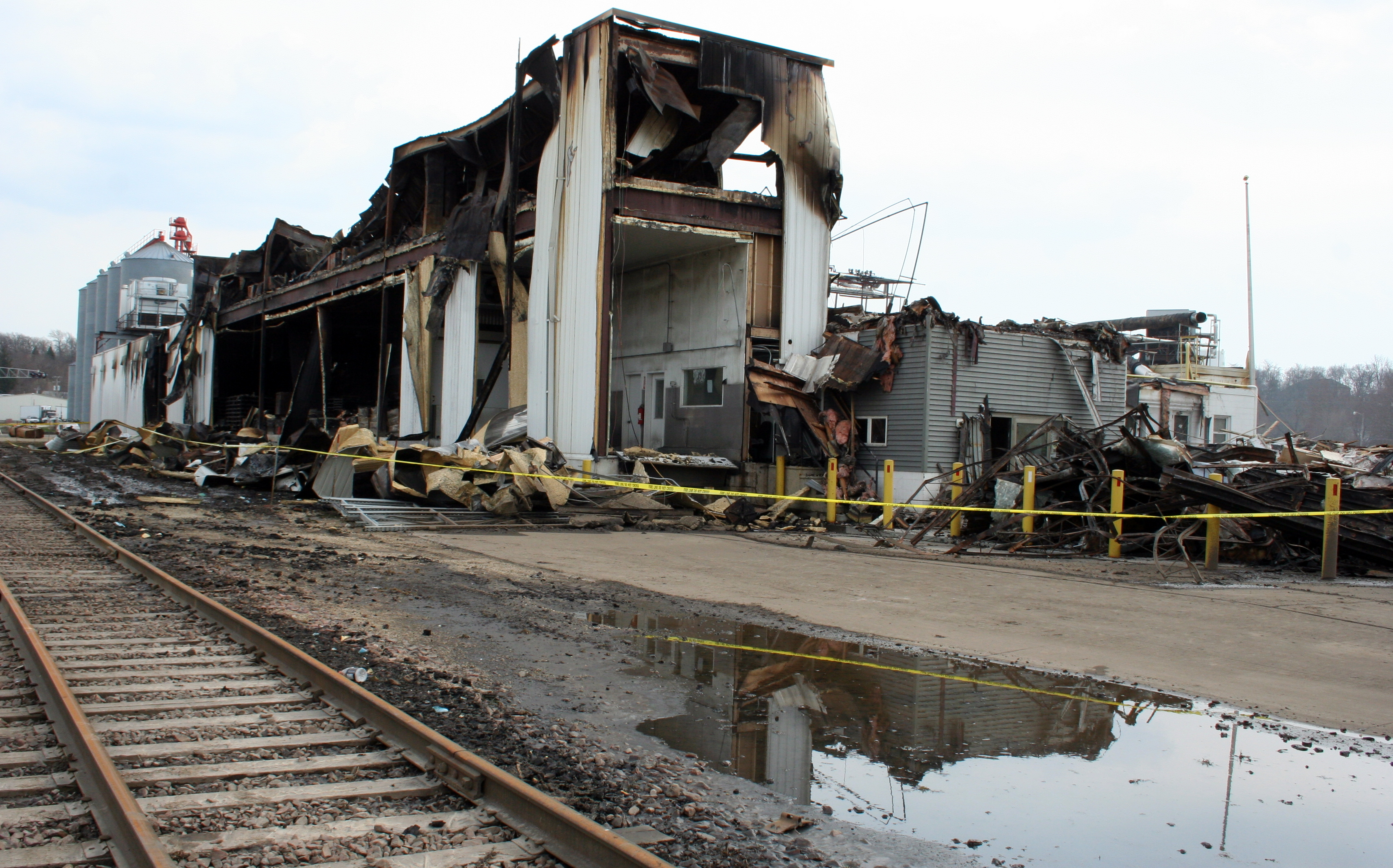